# Clifton Bledsoe Cates
Clifton Bledsoe Cates, ameriški general marincev, * 31. avgust 1893, Tiptonville, Tennessee, ZDA, † 4. junij 1970, Annapolis, Maryland.
Cates je eden redkih poveljnikov, ki je v boju poveljaval vodu, četi, bataljonu, polku in diviziji.

## Življenjepis
Osnovno šolanje je opravil v domačem okrožju, nakar je bil poslan v Vojaško akademijo Missourija, kjer je postal častni študent in eden najboljših športnikov. Leta 1916 je diplomiral iz prava na Univerzi Tennesseeja.
Doktoriral je prav tako iz prava na Univerzi Tennesseeja in Univerzi Chattanooge.
13. junija 1917 se je pridružil Korpusu mornariške pehote ZDA kot rezervni poročnik v marinski vojašnici Port Royal (Južna Karolina). Januarja naslednje leto je odpotoval v Francijo ter se vključil v morijo prve svetovne vojne.
Kot poročnik se je boril s 6. marinskim polkom pri Verdunu, pri Boureschesu, Belleau Woodu,... Za svoje zasluge je prejel 12 odlikovanj.
Potem, ko je sodeloval pri okupaciji Nemčije, se je septembra 1919 vrnil v ZDA, kjer je sprva služil kot pribočnik v Beli hiši in nato bil pribočnik pri komandantu korpusa. Oktobra 1920 je postal pribočnik poveljujočega generala oddelka za Pacifik (San Francisco, Kalifornija. Junija 1923 je bil postavljen za poveljnika marinskega odreda na krovu USS California; to dolžnost je opravljal do aprila 1925. Mesec pozneje je pričel enoletno služenje v vrstah 4. marinskega polka (San Diego, Kalifornija).
Po služenju kot naborni častnik v Spokanu (Washington) in Omahi (Nebraska) je bil marca 1928 imenoval za člana ameriške komisije za spomenike bitk (Washington). To dolžnost je opravljal do maja 1929, ko je bil poslan v Šanghaj (Kitajska), kjer se je pridružil 4. marinskemu polku. 3 leta pozneje je bil poslan na študij na Vojaški industrijski kolidž (Army Industrial College) (Washington, D.C.).
Junija 1933 je zaključil študij, nakar je bil poslan v Quantico, kjer se je pridružil 7. marinskemu polku; takrat je tudi končal višji tečaj na Šolah Korpusa mornariške pehote ZDA. Septembra 1935 se je vrnil v Washington, D.C., kjer je služboval v Sekciji za vojne načrte oddelka za operacije in urjenje pri Poveljstvu korpusa mornariške pehote (HQMC).
Avgusta 1937 je ponovno odplul proti Šanghaju, tokrat kot poveljnik 6. marinskega polka; v tej formaciji je služil, dokler se ni marca 1938 vrnil v 4. marinski polk. Naslednje leto je bil še enkrat napoten na Vojaški industrijski kolidž, ki ga je končal junija 1940. Naslednji mesec je postal poveljnik Marinske osnovne častniške šole v Navy Yardu (Filadelfija).
Maja 1942 je prevzel poveljstvo 1. marinskega polka, ki ga je vodil med bitko za Guadalcanal in za Tulagi. Nato je imenovan za poveljnika 4. marinske divizije, ki jo je vodil med bitko za Tinian ter bitko za Ivo Jimo.
Naslednjega marca se je vrnil v ZDA in postal komandant Šol Korpusa mornariške pehote ZDA (Quantico). To delo je opravljal do junija 1944, ko je bil poslan nazaj na Pacifik, kjer je julija spet prevzel poveljstvo 4. marinske divizije, ki jo je vodil do konca druge svetovne vojne.
Decembra 1945 se je vrnil v ZDA, kjer je bil postavljen za predsednika odbora Korpusa mornariške pehote ZDA za opremo (Quantico); to dolžnost je opravljal 6 mesecev, dokler ni bil ponovno imenovan za poveljujočega generala marinske vojašnice Quantico. 1. januarja 1948 je bil povišan v generala in postavljen za komandanta Korpusa mornariške pehote Združenih držav Amerike.
Na začetku korejske vojne junija 1950 je v devetih dneh poslal v Korejo 1. začasno marinsko brigado, čeprav je imel korpus takrat le 75.000 pripadnikov.
V času svojega mandata je nadaljeval delo svojega predhodnika, da se doseže dobro zakonsko opredelitev korpusa; to mu je uspelo s sprejetjem Javnega zakona 416, ki je določil moč korpusa na 3 divizije in 3 letalska krila. Prav tako je bil zaslužen za razvitje koncepta zračne konjenice oz. uporabe helikopterjev pri bojevanju.
Ko je končal svoj štiriletni mandat kot komandant, so mu vrnili njegov bivši čin generalporočnika in ga ponovno postavili za poveljnika Šol KMP ZDA (Quantico). 30. junija 1954 se je upokojil in bil hkrati ponovno povišan v generala.
4. junija 1970 je umrl v Pomorski bolnišnici ZDA (Annapolis, Maryland po dolgi bolezen. Pokopan je bil z vsemi vojaškimi častmi 8. junija pokopališču Arlington.

## Odlikovanja
- mornariški križec,
- Army Distinguished Service Cross z hrastovim listom kot simbolom druge podelitve
- srebrna zvezda s hrastovim listom kot simbolom druge podelitve
- škrlatno srce s hrastovim listom kot simbolom druge podelitve
- legija časti
- Croix de Guerre s pozlačeno zvezdo in dvema palmama
- dvakratna omemba v splošnih ukazih 2. divizije, Ameriška ekspedicijska sila (AEF)
- omemba poveljujočega generala AEF
- legija za zasluge z bojnim »V«
- Distinguished Service Medal z zlato zvezdo kot simbolom druge podelitve
- Presidential Unit Citation s tremi bronastimi zvezdami
- World War I Victory Medal s ploščicami Aisne, Aisne-Marne, St. Mihiel, Meuse-Argonne and Defensive Sector;
- Army of Occupation of Germany Medal;
- Expeditionary Medal (China-1929–1931);
- Yangtze Service Medal (Shanghai-1930–1931);
- China Service Medal (China-1937–1939);
- American Defense Service Medal;
- Asiatic-Pacific Area Campaign Medal z eno srebrno zvezdo kot simbolom petih bronastih zvezd;
- American Area Campaign Medal;
- World War II Victory Medal;
- National Defense Service Medal
- nizozemski Order of the Orange Nassau s prekižanima mečema in činom Velikega častnika

## Napredovanja
- 13. junij 1917 - poročnik
- 1919 - nadporočnik
- ? - stotnik
- ? - major
- ? - podpolkovnik
- ? - polkovnik
- ? - brigadni general
- ? - generalmajor
- ? - generalporočnik
- 1. januar 1948 - položajni general
- 31. december 1952 - generalporočnik
- 30. junij 1954 - General